# Drogerie

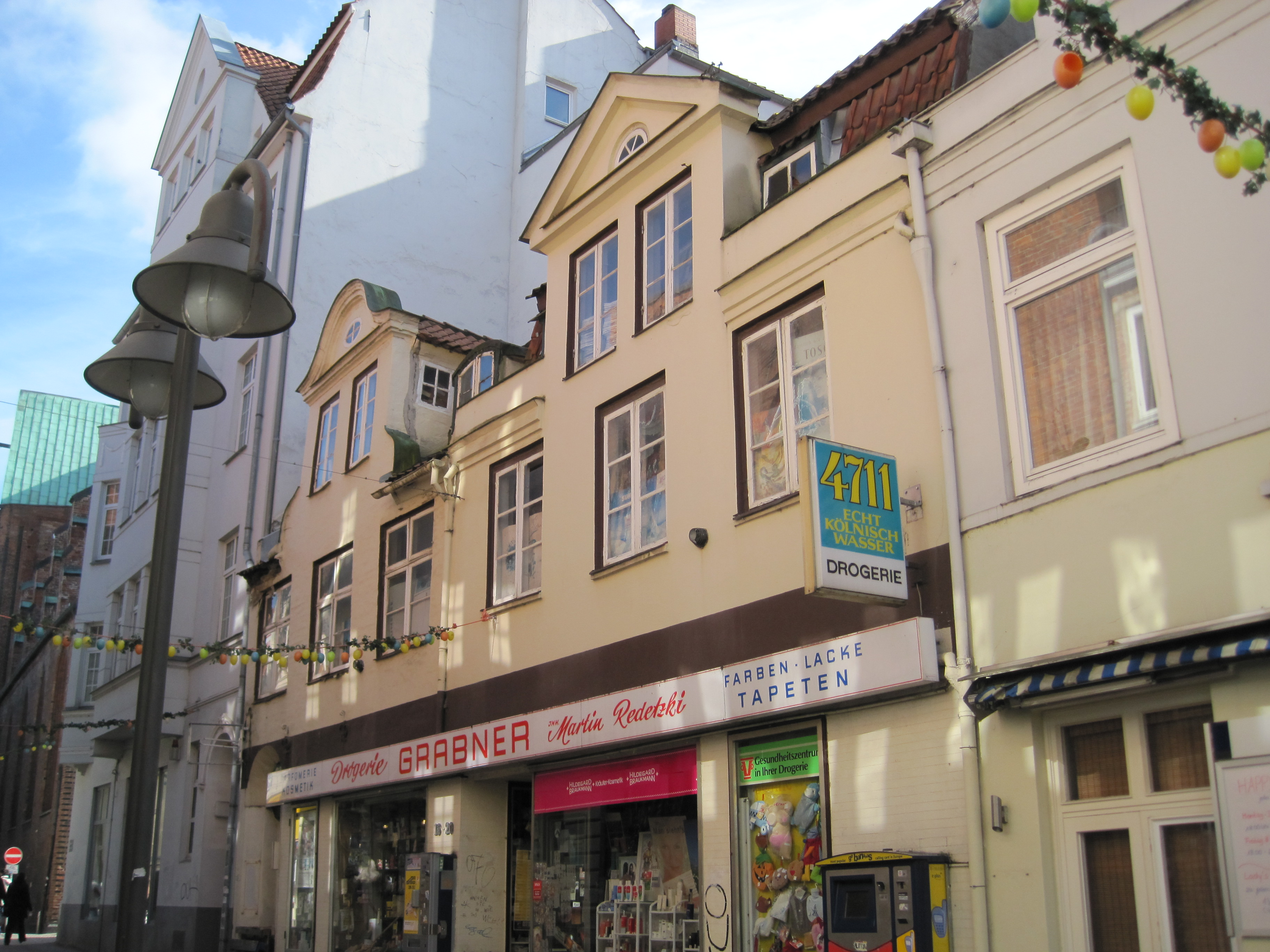
Klassische Einzelhandels-Drogerie in der Lübecker Altstadt

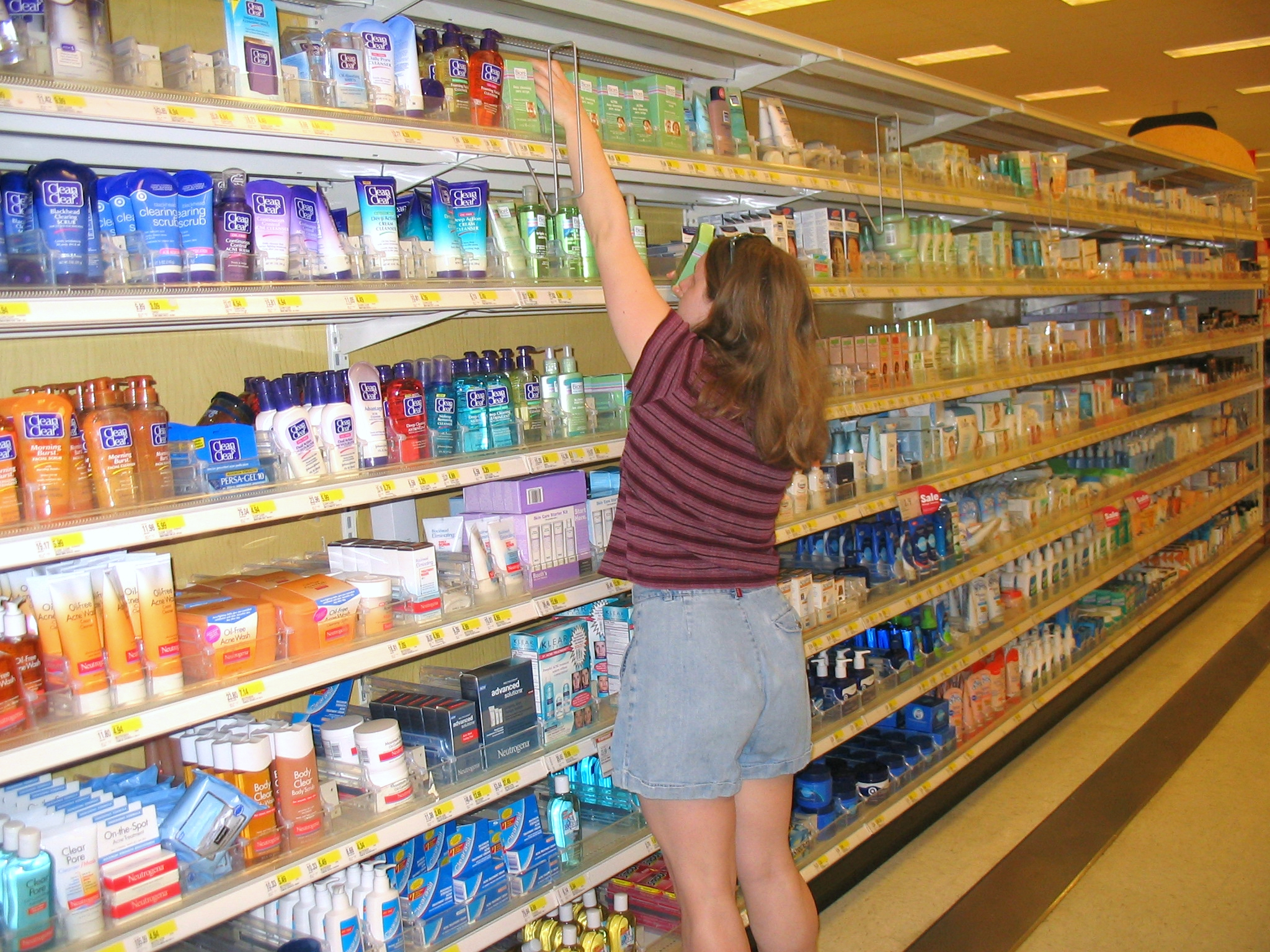
Drogeriegeschäft mit Selbstbedienung

Eine Drogerie ist ein Fachgeschäft oder auch ein größerer Unternehmensmarkt (Drogeriemarkt). Das Sortiment lässt sich in fünf Bereiche einteilen:
- Heilmittel (Tees, Essenzen und Tinkturen)
- Schönheitspflege und Wellness (Körperpflegeprodukte, Parfüms, ätherische Öle, Kosmetik)
- Biologische Reformprodukte und vollwertige Nahrungsmittel
- Artikel für die Sachpflege in Haus und Garten
- elektronische Hilfsmittel (Einwegkameras, Batterien, USB-Kabel)

## Definitionen
Im deutschen Sprachraum wird die Drogerie unterschiedlich gedeutet: So gibt es in Deutschland und Österreich hauptsächlich Drogeriemärkte und nur noch wenige geführte Einzelhandelsdrogerien, in denen man eine Beratung erhalten kann. Große Drogeriemarkt-Ketten in Deutschland sind dm-drogerie markt, Rossmann und Müller, DroNova, regional auch Budnikowsky. Drogerie-Fachgeschäfte sterben in Deutschland praktisch aus.
Seit Kürzerem etabliert sich die Online-Drogerie. Dies bietet die Möglichkeit Drogerieartikel online zu bestellen und sich die Einkäufe nach Hause liefern zu lassen. Die Online-Drogerien sind Teil des wachsenden Online-Handels (siehe Elektronischer Handel).
In Österreich bestehen nach wie vor Drogerie-Fachgeschäfte neben den Drogeriemärkten. Ein großer Teil der Fachgeschäfte hat sich unter dem Namen „Gewußt wie“ zu einer Einkaufs- und Marketingkooperation zusammengeschlossen. Österreichische Drogerien sind auch zum Verkauf pflanzlicher Arzneimittel berechtigt. Daher ist eine Befähigungsprüfung erforderlich, um in Österreich eine Drogerie selbstständig führen zu dürfen. Unter anderem muss entsprechendes Wissen in Botanik, Chemie, Gesundheits- und Ernährungslehre, Drogenkunde, Arzneimittelkunde und Chemikalienkunde nachgewiesen werden.
In der Schweiz versteht man unter einer Drogerie hingegen ein von Drogisten geführtes Fachgeschäft für Gesundheit und Schönheit, das Wert auf eine fachkundige Beratung legt. Das große und vielfältige Angebot eines Drogeriefachgeschäftes umfasst ca. 15.000 Artikel. Da viele davon zu den Heilmitteln zählen, sind die Auflagen, eine Drogerie führen zu dürfen, in der Schweiz strenger. So braucht es zum Führen einer Drogerie eine Betriebsbewilligung, welche eine vierjährige Berufsausbildung zum Drogist EFZ und ein zweijähriges Studium zum Drogist HF voraussetzt. Eine der bekanntesten Drogeriefranchiseketten ist Dropa.
Die Situation weicht in anderen Ländern wieder deutlich ab. So gibt es in Großbritannien etwa keine klare Trennung zwischen Apotheken und Drogerien. Der Markt wird von großen Ketten wie Alliance Boots oder Superdrug beherrscht, die auch verschreibungspflichtige Medikamente im Sortiment haben.

Logo Deutscher Drogistenverband
Logo Österreichischer Drogistenverband
Logo des Schweizerischen Drogistenverbandes

## Geschichte

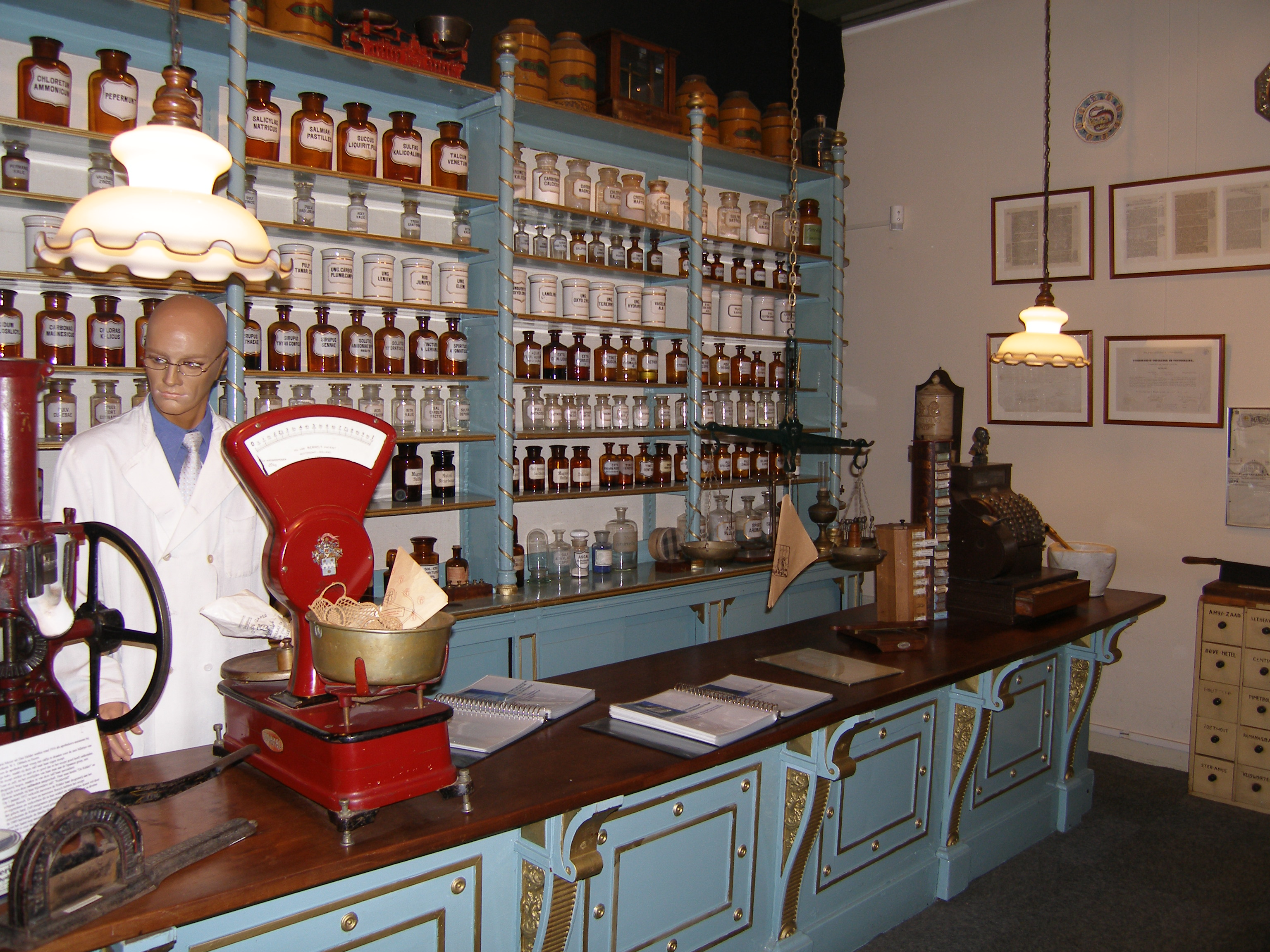
Drogerie um 1910

Das Wort Droge stammt aus dem niederländischen droog (trocken). Es wurde im mittelalterlichen Handel verwendet für getrocknete Waren wie Gewürze und getrocknete Heilpflanzen. Drogerien entwickelten sich wohl aus den mittelalterlichen Arzneimittelhandlungen. Entsprechende Waren boten sowohl Apotheker als auch „Specereyhändler“ bzw. Gewürzkrämer (Würzkrämer) an. Lange Zeit durften aber nur Apotheken Heil- und auch Giftkräuter verkaufen. Erst die kaiserliche Verordnung vom 25. März 1872 in Deutschland und die Verordnung vom 17. Juni 1886 in Österreich gestatteten, Kräuter wieder als Arzneidrogen in Drogerien zu verkaufen. Überdies fertigten Drogisten auf Wunsch der Käufer selbst Zahncreme, Zahnpulver, Backpulver, Hautcreme, Schuhputzcreme oder Blechputzmittel aus verschiedenen Zutaten. Die Produkte unterschieden sich von Händler zu Händler. Auch wurden Bleichwässer, Kräutermischungen und Franzbranntwein entweder in selbst mitgebrachte Behälter gefüllt oder in Papiersäckchen verkauft.
Als die Fotografie aufkam, deckten sich Fotografen in der Drogerie mit den benötigten Materialien für die Entwicklung der Bilder ein. Zu Anfang der Automobilzeit gab es noch keine Tankstellen – man hielt vor der Drogerie und kaufte dort Treibstoff in kleinen Fässern oder größeren Flaschen. Auch bestimmte Artikel wie Präservative oder Damenbinden gab es lange Zeit nur in den Drogerien.
Anfang der 1970er Jahre entwickelte sich in Deutschland neben dem klassischen Drogerie-Fachgeschäft der Betriebstyp des Drogeriemarktes. Auf deutlich größeren Flächen und mit kleineren Sortimenten, aber deutlich niedrigeren Preisen, gewannen Drogeriemärkte zunehmend Marktanteile und verdrängten das Drogerie-Fachgeschäft.
Als Reaktion darauf spezialisierten sich Drogerien unterschiedlich: die einen verstärkten das Parfumerie-, andere vergrößerten das Reformsortiment oder stellten komplett auf ein Reformhaus um. Die alten drogistischen Sortimente wie Chemikalien, Fotografiezubehör oder Lacke verschwanden weitgehend.
Seit 2004 erscheint die Drogeriewarenzeitung.
In der Schweiz dürfen seit der zweiten Revision des Heilmittelgesetzes, die 2019 in Kraft trat, sämtliche rezeptfreien Medikamente (sogenannte OTC-Arzneimittel) auch von Drogisten abgegeben werden. Gemäß dem Schweizerischen Drogistenverband erwirtschafteten die Drogerien im Jahr 2022 etwa 75 % des Umsatzes mit OTC-Präparaten, Depotkosmetik, Parfümerie, Körperpflegeprodukten und Gesundheitsartikeln.
In katholischen Gegenden ist der 15. August Mariä Himmelfahrt das Fest der Drogisten. Das geht auf die traditionelle Kräuterweihe an diesem Tag zurück.